# Prinsesse Ingrid Alexandra
Die Prinsesse Ingrid Alexandra ist ein Forschungsschiff des norwegischen Havforskningsinstituttet, einem Institut für Meeresforschung, in Bergen.

## Geschichte
Das im März 2021 bestellte Schiff wurde unter der Baunummer H2020-0486 von der niederländischen Werft Holland Shipyards Group in Hardinxveld-Giessendam gebaut. Die Vergabe des Bauauftrags an eine niederländische statt eine norwegische Werft führte in Norwegen zu Protesten. Begründet wurde die Vergabe mit den deutlich niedrigeren Baukosten im Vergleich zu den Angeboten norwegischer Werften. Die Kiellegung fand am 22. September 2021 statt. Das Schiff wurde am 28. September 2022 mit Hilfe von zwei Schwimmkränen ins Wasser gehoben. Die Fertigstellung erfolgte am 13. Februar 2023. Das Schiff wurde am 28. April 2023 in Bodø getauft.
Der Schiffsentwurf stammte vom norwegischen Schiffsarchitekturbüro LMG Marin in Bergen. Der Bau des Schiffes kostete rund 110 Mio. NOK. Benannt ist das Schiff nach Prinzessin Ingrid Alexandra von Norwegen.
Das Schiff steht dem norwegischen Institut für Meeresforschung (Havforskningsinstituttet) und der Nord Universität für Forschung und Lehre zur Verfügung. Haupteinsatzgebiet des Schiffes sind die norwegischen Küstengewässer. Die Prinsesse Ingrid Alexandra ersetzt das bisherige Forschungsschiff Kristine Bonnevie.

## Technische Daten und Ausstattung
Das Schiff wird von einem Zwölfzylinder-Dieselmotor des Typs MAN D2862LE447 mit 735 kW Leistung angetrieben. Der Motor wirkt über ein Untersetzungsgetriebe auf einen Verstellpropeller mit Kortdüse. Das Schiff ist mit einem mit 250 kW Leistung angetriebenen Bugstrahlruder und einem mit 150 kW Leistung angetriebenen Heckstrahlruder ausgestattet, welche zur dynamischen Positionierung genutzt werden können. Für die Stromerzeugung stehen ein vom Hauptmotor mit 350 kW Leistung angetriebener Wellengenerator sowie zwei von Volvo-Penta-Dieselmotoren mit 360 kW und 116 kW Leistung angetriebene Leroy-Somer-Generatoren zur Verfügung. Weiterhin wurde ein ebenfalls von einem Volvo-Penta-Dieselmotor mit 111 kW Leistung angetriebener Leroy-Somer-Generator als Notgenerator verbaut.
Im Rumpf befinden sich im vorderen Bereich vier Einzel- und fünf Doppelkabinen. Im hinteren Bereich sind Maschinen- und Maschinenkontrollraum und verschiedene technische Betriebs- und Lagerräume eingerichtet. In den Decksaufbauten befinden sich unter anderem mehrere Labore, ein CTD-Hangar für eine Tiefseemessungssonde, eine Umkleide, ein auch als Messe nutzbarer Besprechungsraum, eine kleine Kombüse sowie verschiedene Lager- und Betriebsräume. Auf den Decksaufbauten ist das Steuerhaus aufgesetzt, auf dem sich ein Ausguck unter anderem für die Tierbeobachtung befindet.
Hinter den Decksaufbauten befindet sich ein offenes Arbeitsdeck mit einem schwenkbaren Heckgalgen. Auf dem Deck kann ein 20-Fuß-Container mitgeführt werden. Weiterer Stauraum befindet sich vor dem Brückendeck. Hier kann beispielsweise ein 10-Fuß-Container gelagert werden.